# Austronezystyka
Austronezystyka – jedna z dziedzin orientalistyki, zajmująca się językami austronezyjskimi, kulturami oraz krajami, w których używane są języki austronezyjskie. 
W ramach austronezystyki wydziela się mniejsze specjalizacje takie jak: indonezystyka, malaistyka czy jawanologia.
Centrami badań austronezystycznych są m.in. Australia, Nowa Zelandia, Holandia i Japonia. Wkład w wiedzę nt. języków austronezyjskich wnieśli również autorzy amerykańscy, niemieccy i rosyjscy. Krajowe tradycje badań w tej dziedzinie powstały w Indonezji i na Filipinach.